# Baldwin IV thành Jerusalem
Baldwin IV (tiếng Pháp: Baudouin; tiếng Latinh: Balduinus)(1161 – 16 tháng 3 năm 1185), được gọi là Kẻ hủi, hoặc Vua hủi, trị vì ở ngôi vị Vua của Jerusalem từ năm 1174 cho tới khi qua đời. Ông là con trai của vua Amalric I thành Jerusalem và người vợ đầu, Agnes của Courtenay.
Ông được ngưỡng mộ bởi người đương thời và các nhà sử học sau này vì sự tận tụy đối với vương quốc Jerusalem và chiến thắng lừng lẫy ở tuổi 16 trước vua Saladin của Vương triều Ayyub . Dù đối mặt với căn bệnh phong gây suy nhược cơ thể, làm ông mất thị lực và không thể sử dụng tay và chân, ông vẫn được dốc hết sức vận hành vương quốc và đối phó với môi nguy cơ xâm lược của người Hồi giáo.

## Cuộc đời
Năm 1161, hoàng tử Baldwin (con trai của vua Amalric và nữ hoàng Agnes) đã chào đời tại Jerusalem - Vương quốc của quân đoàn Thập tự Crusader, vùng đất Thánh đối với cả Kitô giáo và Hồi giáo. Năm 1176, vị vua trẻ chính thức nắm lại toàn bộ quyền hành của vương quốc Jerusalem. 2 năm đã trôi qua kể từ ngày cậu bé không biết đau trở thành vua, căn bệnh hủi đã thực sự trở nên tồi tệ hơn rất nhiều. Nó hành hạ cơ thể Baldwin mọi lúc mọi nơi, khiến ông dần dần trở nên tàn phế.
Không đầu hàng số phận nghiệt ngã và an phận nhận sự hòa bình không có thực từ Saladin, Baldwin quyết định xóa bỏ hòa ước với Saladin. Ông biết rằng, nếu chấp nhận hòa hoãn, để mặc cho quân đội của Saladin thoải mái tung hoành các vùng đất xung quanh, sớm muộn gì Jerusalem cũng sụp đổ. Baldwin thân chinh dẫn quân chinh phạt các vùng đất xung quanh Damascus, điều này khiến cho Saladin phải bỏ dở cuộc tấn công vào Aleppo và lui về thế phòng ngự. Cũng trong năm 1176, Baldwin đánh tan quân đội của cháu trai Saladin tại Liban và Syria.
Chỉ trong những tháng đầu tiên, Baldwin đã chứng tỏ cho mọi người thấy, ông có đầu óc chiến thuật vô cùng thông minh. Thay vì bảo vệ Aleppo, Baldwin lại cho quân tấn công Damascus khiến Saladin phải bỏ dở chiến dịch của mình. Trong binh pháp Tôn tử, đây là kế "vây Ngụy cứu Triệu" nổi tiếng. Ngay sau đó, Baldwin lên kế hoạch tấn công thẳng vào cứ địa của Ai Cập, nơi tập trung mọi sức mạnh của Saladin, đặt tại Cairo, Giza, Luxor. Nhận thấy rằng Jerusalem yếu về thủy chiến, vị vua trẻ kết liên minh với Đế quốc Byzantine.
Kế hoạch tưởng chừng như sẽ diễn tiến thuận lợi thì William của Montferrat - anh rể nhà vua đồng thời là nhân tố quan trọng nhất của chiến dịch bị bệnh và qua đời. Cùng lúc đó, bệnh tình của Vua Baldwin ngày càng xấu đi khiến cho triều đình Byzantine tỏ ra lo lắng và quyết định không đồng ý hỗ trợ chiến dịch quân sự này nữa. Chiến dịch tiêu diệt Saladin sụp đổ và nó khiến cho quân Thập Tự Chinh mãi sau này không bao giờ có thể làm hại được cứ địa của Saladin nữa. Các nhà sử gia sau này cho rằng, nếu như Baldwin thành công thì vương quốc Jerusalem sẽ tồn tại rất lâu nữa chứ không sụp đổ nhanh đến vậy. Lịch sử thế giới sẽ thay đổi rất nhiều nếu như ngày đó Saladin thất trận.

## Tài năng quân sự
Trong cuộc đời chinh chiến của mình, trận đánh nổi tiếng Montgisard của nhà vua mới chỉ 16 tuổi khi ấy đã nổi tiếng trong lịch sử trung cổ. 3000-4500 quân của ông đã đánh bại 26.000 người của Saladin.

## Trong văn hóa đại chúng
Nhân vật vua Baldwin IV đã được thủ vai bởi nam diễn viên Edward Norton trong bộ phim đình đám Kingdom of Heaven (2005).